# Castillo Miyao
El castillo Miyao (宮尾城 miyao-jō) fue una fortaleza construida en la isla de Itsukushima durante el periodo Sengoku en Japón. Aunque es clasificado con frecuencia como castillo japonés, no tenía torre del homenaje (tenshu) ni servía de residencia para un noble terrateniente, por lo que entraría mejor en la categoría de fuerte de montaña que en la de castillo.  Construido por Mōri Motonari, la construcción del castillo formaba parte de un plan de atraer con un cebo y atrapar a su enemigo, Sue Harukata, el cual culminó en la batalla de Miyajima en 1555.
El castillo estaba situado en Hamano-cho, en la isla de Miyajima, ciudad de Hatsukaichi, Prefectura de Hiroshima.

## Antecedentes
En 1551, Sue Harukata se rebeló contra su señor Ōuchi Yoshitaka, forzándole a suicidarse. Sue se hizo con el control de los Ōuchi y sus ejércitos, que habían gobernado en la Provincia de Aki. En 1554, Mōri Motonari, vasallo del clan Ōuchi, tomó las armas contra Sue. El ejército de Mōri, aunque grandemente superado en número, atacó y venció a Sue en la batalla de Oshikibata. Mōri partió posteriormente a Itsukushima, popularmente conocida como Miyajima, para construir el castillo Miyao.

## Construcción del castillo
Mōri Motonari seleccionó un cerro de 30 metros de altura llamado Yōgai-san (要害山) como emplazamiento, en la esquina noroeste de la isla, cerca del santuario principal y dominando el canal entre Miyajima y tierra firme. El castillo Miyao se concibió como un hiramajiro (fortificación erigida sobre una altura modesta que domina una llanura), al pie de unas empinadas montañas, entre ellas el monte Misen. Al castillo se podía acceder por mar desde tres lados. Todo ello hacía que el castillo fuera claramente visible y bastante vulnerable.
El castillo fue construido a toda prisa en previsión de la inminente batalla. En su construcción trabajaron unos mil obreros, a los que les llevó un mes completarlo. Se tuvieron que construir paredes de piedra para servir de sostén al basamento de tierra, levemente apisonado, que, de otra forma, se habría derrumbado fácilmente al carecer de soporte. Es probable que no se construyera una torre del homenaje (tenshu).

## Batalla de Miyajima
Cuando el castillo se hubo terminado Motonari partió de la isla dejó una pequeña guarnición para defender el castillo. A finales de septiembre de 1555 Sue Harukata mordió el cebo, atacó y tomó el castillo con fuerza abrumadora. A los pocos días Motonari y sus aliados maniobraron desde sus respectivas posiciones y asaltaron el castillo Miyao desde tres lados. Mientras un grupo se aproximaba desde el mar, otros dos habían desembarcado en el otro lado de la isla, la habían cruzado y atacaron el castillo desde atrás.  A pesar de que las fuerzas de Motonari estaban en clara desventaja numérica, éste conocía el terreno y los puntos débiles del castillo, de modo que contaba con la ventaja táctica y con el factor sorpresa. Su ejército mató, capturó o dispersó a los defensores y recapturó el castillo.  La batalla se convirtió en un hito importante en la historia de Japón occidental.

## Consecuencias
No hay registros de qué se hizo con el castillo Miyao tras la batalla de Miyajima.  Para empezar, se trataba de una fortificación temporal erigida para hacer de cebo de una elaborada trampa. Por otra parte el castillo había sido construido en suelo sagrado, y la batalla que tuvo lugar fue, en sí misma, una profanación, ya que aconteció en una zona en la que no debía haber nacimientos ni muertes. Tras la batalla los sacerdotes sintoístas realizaron ceremonias de expiación para eliminar la corrupción de la muerte.  Por todo ello se cree que el castillo Miyao fue abandonado por el clan Mōri.  El lugar fue probablemente despojado de piedra y madera para obtener materiales de construcción.
El emplazamiento del castillo Miyao es hoy en día un pequeño parte ubicado en la cumbre de la colina Yōgai. Hay allí un cartel informativo y un pequeño santuario. La colina está rodeada por todas partes por residencias, tiendas, restaurantes, hoteles y ryokan; el acceso al parque se hace mediante dos escaleras en los lados opuestos del cerro, uno de los cuales está muy cerca del muelle de los transbordadores.  El castillo Miyao apenas recibe atención en las guías turísticas de Itsukushima, y es raramente visitado.